# Runowo (Varmie-Mazurie)
Pour les articles homonymes, voir Runowo.
Runowo est un village polonais de la voïvodie de Varmie-Mazurie, dans le powiat de Lidzbark.

## Histoire
De 1818 à 1945, Raunau fait partie de l'arrondissement d'Heilsberg dans le district de Königsberg au sein de la province de Prusse-Orientale.
Jusqu'en 1954 et en 1973-1976, le village était le siège de la municipalité de Runowo. De 1975 à 1998, le village était situé dans la province d'Olsztyn. Le village est situé dans la région historique de Warmie, sur la rivière Drwęca Warmińska.

Le village est mentionné dans des documents dès 1347 et fondé par l'évêque de Warmie Jan Stryprock en 1359. L'église gothique du XVe siècle a été détruite par un incendie au milieu du XIXe siècle. Elle a été reconstruite et agrandie en 1852. Aujourd'hui, c'est l'église des apôtres Simon et Jude Thaddeus, avec un autel rococo transféré de l'église paroissiale de Konigsberg. À l'intérieur de l'église, on trouve un baptistère en granit, des autels latéraux de style classique tardif et un chœur. Dans le village, il y a deux sanctuaires de bord de route datant du XIXe siècle.